# Luis Galarreta
Luis Fernando Galarreta Velarde (Lima, 12 de març de 1973) és un polític peruà que es acompliment com a congressista de Perú per Lima Metropolitana en tres períodes consecutius: 2006-2011, 2011-2016, 2016-2020. Així mateix, es va exercir com a president del Congrés de la República entre el 26 de juliol de 2017 i el 26 de juliol de 2018.
Va estudiar Dret i Ciències Polítiques a la Universitat de Sant Martí de Porres (1990 - 1997), obtenint el grau de Batxiller. Compta amb una especialització en Banca i Finances en la Institució Educativa Superior Sant Ignasi de Loiola (1993 - 1995).